# Spiniphora atricostata
Spiniphora atricostata är en tvåvingeart som beskrevs av Schmitz 1938. Spiniphora atricostata ingår i släktet Spiniphora och familjen puckelflugor. Inga underarter finns listade i Catalogue of Life.